# Rudolf Ramseyer
Pour les articles homonymes, voir Ramseyer.
Rudolf Ramseyer, né le 17 septembre 1897 à Berne et mort le 13 septembre 1943 dans la même ville, est un joueur de football international suisse, qui évoluait au poste de défenseur. Il meurt d'une fracture accidentelle du crâne.

## Biographie

### Carrière en club
Avec le Young Boys de Berne, il remporte le championnat de Suisse lors de la saison 1919-1920.

### Carrière en sélection
Avec l'équipe de Suisse, il joue 59 matchs (pour 3 buts inscrits) entre 1920 et 1931. 
Il joue son premier match en équipe nationale le 27 juin 1920 contre l'équipe d'Allemagne et son dernier le 16 juin 1931 contre l'équipe d'Autriche.
Il figure dans le groupe des sélectionnés lors des Jeux olympiques de 1924 et de 1928. Il joue six matchs lors du tournoi olympique de 1920 organisé à Paris, compétition au cours de laquelle il remporte la médaille d'argent. En revanche il ne joue qu'un seul match lors du tournoi olympique de 1928 organisé à Amsterdam.

## Palmarès
| Young Boys - Championnat de Suisse (1) : - Champion : 1919-20. |  | Suisse - Jeux olympiques d'été : - Argent : 1924. |